# Мельхиор, Жорж
Жорж Мельхиор (фр. Georges Melchior; 15 сентября 1889, Париж, Франция — 2 сентября 1944, Леваллуа-Перре, Франция) — французский актёр эпохи немого кино. За время своей актёрской карьеры в период с 1911 по 1937 год снялся в 67 фильмах.

## Биография
Жорж Мельхиор дебютировал в кино в начале 1910-х годов. Значительную часть своих киноролей сыграл в фильмах Луи Фейяда. Так, в частности, он воплотил образ журналиста Фандора в серии фильмов о Фантомасе, капитана де Сент-Ави в фэнтезийном фильме «Атлантида» (1921) по одноимённому роману Пьера Бенуа, где его партнёрами по съемочной площадке выступили Стася Наперковская и Жан Анжело. Снимался также в фильмах Альбера Капеллани, Анри Фекура, Рене Ле Сомптье, Жульена Дювивье и Марселя Л’Эрбье.
В 1917 году Мельхиор снялся вместе с Сарой Бернар и Жан Анжело в военно-пропагандистском фильме «Французские матери» (фр. Mère françaises) режиссера Луи Меркантона.
Жорж Мельхиор умер 2 сентября 1944 года в Леваллуа-Перре, Франция, в возрасте 54-х лет.